# Gljúfrabúi
Der Gljúfrabúi oder Gljúfurárfoss ist ein 40 Meter hoher Wasserfall in Südisland.
Der Wasserfall liegt etwa 600 Meter nördlich des größeren und bekannteren Seljalandsfoss am Þórsmerkurvegur, der Straße 249, die wie der Name besagt nach Þórsmörk führt. Von außen von der Straße ist vom Wasserfall nur die Fallkante und der obere Teil zu sehen. Dann verschwindet er in einer kurzen Schlucht, die begehbar ist. Gljúfur ist das isländische Wort für Schlucht und ein búi ist ein Bewohner.